# Svend Heiselberg
Svend Heiselberg (født 11. maj 1935 i Aarhus) er et tidligere dansk folketingsmedlem for Venstre (parti) i Viborg Amtskreds fra 23. okt. 1979 til 8. feb. 2005.
Svend Heiselberg er mest kendt som Venstres farverige trafikordfører og medlem af "Den jyske Trafikmafia", men han har også varetaget en række andre poster i mange sammenhænge.

## Karriere
Folkeskolen. Sætteskippereksamen 1956.
Fiskeskipper 1956. Virksomhedsejer fra 1967. Medlem af hovedbestyrelsen for Selvstændige Erhvervsdrivende i Danmark og af hovedbestyrelsen for Danmarks Havfiskeriforening 1970-80. Formand for Hanstholm Havns Fiskeriforening 1968-80. Medlem af hovedbestyrelsen for Dansk Arbejde fra 1976, af hovedbestyrelsen for Ulykkesforsikring for Dansk Fiskeri 1974-80 og af repræsentantskabet for Handels- og Landbrugsbanken i Thisted.
Medlem af Hanstholm Kommunalbestyrelse 1968-81, viceborgmester 1977-81. Medlem af Viborg Amtsråd 1970-78. Formand for Venstres vælgerforening i Hanstholm og medlem af kredsbestyrelsen. Delegeret ved FN 1980 og 1982. Partiets kandidat til Europa-Parlamentet 1979 og 1984. Medlem af Person- og Vejtransportrådet fra 1985, af bestyrelsen for DDL fra 1987 og af Landsskatteretten fra 1988. Formand for Folketingets Kommunaludvalg 1983 og for Markedsudvalget 1984-87. Næstformand for Folketingets Skatteudvalg 1988-90. Medlem af Folketingets Finansudvalg fra 1990. Medlem af Thisted Kommunalbestyrelse og viceborgmester 1994-98.
Partiets kandidat i Skivekredsen fra 1978.